# Российская лунная программа
Российская лунная программа — российская программа по освоению Луны, рассчитанная на период 2021—2040 гг. С 2021 года включена в проект Международной лунной станции.

## Обоснование Российской лунной программы
21 сентября 2021 года президент РАН Александр Сергеев в ходе пресс-конференции сообщил, что приоритетом в освоении космоса для России в настоящее время должно стать возвращение и освоение естественного спутника Земли, поскольку освоение дальнего космоса невозможно без освоения Луны. Также президент РАН считает, что в освоении космоса необходимо международное сотрудничество, так как экономическая ситуация не позволяет России и ряду других стран по отдельности вести такие исследования.

### Научно-технологические задачи Российской лунной программы
Из-за чего началась вторая лунная гонка? Во-первых, стало понятно, что если мы хотим лететь к далеким планетам, то множество космических технологий дальних полетов должно быть отработано на Луне. Она вблизи нас находится, и много всего можно попробовать здесь.
Президент РАН Александр Сергеев на заседании президиума Академии. — 13 апреля 2021 года.

Концепция программы исследования и освоения Луны предусматривает научно-технологические исследования в следующих направлениях:
1. Луна как небесное тело. Исследования внутреннего строения, крупномасштабных форм на поверхности, химический состава и пр, для уточнения происхождения Луны.
2. Специфика полярных областей Луны. Поиск залежей воды, изучение постоянно затененных областей. Поиск кометной органики, анализ изотопного состава, как ключи к происхождению и эволюции Солнечной системы.
3. Луна как уникальное место для космической науки. Астрономия на Луне, исследования космических лучей, наблюдения Земли и Солнца. Приоритет имеют наблюдения, которые не могут быть реализованы на орбитальных и межпланетных космических аппаратах.
4. Физические условия на поверхности и в окололунном пространстве. Свойства пыли, пылевой плазмы, взаимодействие Луны с Солнечным ветром, первичная и вторичная радиация на Луне, защита от радиации, местные магнитные поля. Динамика экзосферы и летучих веществ.
5. Луна как объект освоения. Летучие вещества и полезные ископаемые на Луне, использование лунного грунта. Поиск возможных мест размещения лунных баз (приполярные районы, постоянно освещенные и затененные области, лавовые трубки и пр.)
6. Луна как плацдарм для прикладных исследований и отработки технологий освоения дальнего космоса. Эксперименты по робототехнике, использованию местных материалов для изготовления конструкций, синтеза топлива для перспективных космических аппаратов и др.

### Концепция исследования и освоения Луны
Концепция исследования и освоения Луны была озвучена 28 ноября 2018 года по итогам состоявшегося в Москве заседания Совета РАН по космосу и Роскосмоса и предполагает 3 этапа, которые будут проходить до 2040 года. В августе 2019 года каждому этапу были присвоены названия.
- Первый этап (2021—2025 гг.) — «Вылазка». Отработка всех технологий на МКС, создание базового модуля окололунной станции, испытания перспективного пилотируемого корабля «Орёл», беспилотные облеты Луны «Орлом» и исследование Луны автоматическими станциями серии «Луна» (Луна-25, 26, 27, 28) с целью решения научных задач, разведывания местности и подготовки дальнейших шагов. Окололунная орбитальная станция может быть создана на базе элементов российского сегмента МКС, в частности, узловой модуль (2021 год), пилотируемый транспортный корабль и научно-энергетический модуль (НЭМ) (2022 год); для высадки на поверхность на станции будут находиться лунные взлетно-посадочные и грузовые модули[7]. Стоимость первого этапа составит около 39 млрд руб[8]. В данную сумму входят средства на создание системы, поставку космических аппаратов и средств выведения, а также обеспечение запусков.
- Второй этап (2025—2035 гг.) — «Форпост». Отработка средств доступа на поверхность Луны: пилотируемые полеты с облетом в 2026 году[9] и высадкой космонавтов (после 2030 года; длительность — 14 суток) на поверхность Луны для создания и размещения первых элементов посещаемой базы. В период 2025—2030 гг. произойдет развертывание на окололунной орбите спутников связи.
- Третий этап (после 2035 года) — «База». Планируется завершение строительства полноценной посещаемой лунной базы. Создание научной инфраструктуры в виде постройки на поверхности Луны двух астрономических обсерваторий (по радиоастрономии и космическим лучам). Создание инфраструктуры, добыча водяного льда (и создание на его основе кислородно-водородного топлива), строительство убежищ от радиации. Создание единой системы пилотируемых и автоматических средств освоения Луны. В период 2036—2040 гг. произойдет развертывание на окололунной орбите навигационных аппаратов для прокладки маршрутов работающей на поверхности техники. Глобальная спутниковая навигационная система Луны должна включать спутники на земной орбите, транслирующие навигационный сигнал от Земли, а также сеть космических аппаратов на орбите Луны[10].

## История

### 2014 год
- 11 апреля 2014 года в ежедневном государственном печатном издании «Российская газета» вышла статья заместителя председателя правительства РФ Дмитрия Рогозина под заголовком «Русский космос», в которой сказано: «Ближайшую перспективу полетов на Луну мы видим в создании посещаемой лунной и первой инопланетной лаборатории. Первые высадки человека на Луну планируется совершить в 2030 году, после чего должна развертываться посещаемая лунная база»[11].
- В мае 2014 года СМИ стало известно о проекте Концепции российской лунной программы, подготовленной РАН, предприятиями Роскосмоса и МГУ. Цель данной программы — создать к середине века обитаемую базу на Луне. Первые экспедиции с высадкой космонавтов для создания постоянной лунной базы планируется осуществить в 2030 году. Первый этап, предлагаемый к включению в Федеральную космическую программу (ФКП) 2016—2025 годов, предполагает отправку на спутник Земли автоматических межпланетных станций «Луна-25», «Луна-26», «Луна-27» и «Луна-28». Стоимость первого этапа, предлагаемого в ФКП 2016—2025 годов: порядка 28,5 млрд рублей[12].

### 2015 год
- 28 апреля 2015 года заместитель председателя правительства РФ Дмитрий Рогозин заявил, что обсуждается вопрос о привлечении Китая в качестве основного партнёра по проекту создания лунной научной станции, создания национальной орбитальной станции России[13].
- декабрь 2015. По заявлениям СМИ, из обновленного варианта Федеральной космической программы на 2016—2025 годы оказались вычеркнуты практически все работы по пилотируемым полетам на Луну. В сравнении с проектом ФКП, представленным в апреле 2015 года, из перечня финансируемых программ исчезли проекты «Создание лунного взлетно-посадочного комплекса» (ОКР «ППТК-2»), «Создание лунной орбитальной станции» (ОКР «ЛОС 1 этапа»), «Создание лунной базы» (ОКР «ЛБ 1 этапа»), «Создание лунного скафандра» (ОКР «ЛБ-Лскаф»), «Создание системы робототехнического обеспечения на Луне» (ОКР «ЛБ-Робот»), кислородно-водородного межорбитального буксира (ОКР «МОБ-КВТК») предназначенного для доставки космического корабля «Федерация» на орбиту Луны[14].

### 2017 год
- 22 февраля 2017 года глава РКК «Энергия» Владимир Солнцев сообщил СМИ, что в корпорации готовы создать версию «Союза» для облета Луны к 2021 или 2022 году. Для реализации полета требуется двухпусковая схема, когда одним запуском на орбиту выводится корабль «Союз», а вторым — разгонный блок ДМ с дополнительным герметичным отсеком. Они стыкуются, далее блок ДМ обеспечивает импульс для облета Луны. Топливо корабля «Союз» в этом случае будет использоваться для коррекции баллистической траектории. Вопросы радиационной защиты и модернизации кораблей типа «Союз», по словам Солнцева, решены (более мощная теплозащита, дальняя радиосвязь, управление спуском в атмосфере со второй космической скоростью и соответствующие изменения в ряде других систем). Стоимость модернизации оценивается в 500 млн долларов[15].
- 24 октября 2017 года в РКК «Энергия» сообщили, что до 2030 года будет выбрано место на поверхности Луны, которое подходит для строительства лунной базы. В период с 2030 по 2040 год будет осуществляться подготовительный этап строительства лунной базы, тогда же, предположительно, на Луне высадятся первые российские космонавты. После 2040 года начнется строительство лунной базы, и 2050 году она должны быть завершена в достаточной степени, чтобы там проводились научные работы. В дальнейшем лунная база станет основой для разведки и добычи лунных ресурсов.

### 2018 год
- 28 июня 2018 года глава Роскосмоса Дмитрий Рогозин на московской конференции Роскосмоса анонсировал возможность пилотируемых полетов к Луне на кораблях «Союз», пока завершается разработка «Федерации», аргументируя это тем, что изначально «Союз» создавался как раз для лунной программы[16].
- 4 октябрь 2018 года глава Роскосмоса Дмитрий Рогозин сообщил, что Россия может через 6-7 лет построить транспортную систему для полетов к Луне с использованием «Ангары-А5» с космодрома Восточный и пилотируемого корабля «Союз МС»[17].
- 19 ноября 2018 года глава Роскосмоса Дмитрий Рогозин сообщил СМИ, что ракета-носитель «Ангара» будет использоваться в Лунной программе для создания транспортной системы[18].
- 21 ноября 2018 года председатель научно-технического совета «Роскосмоса» Юрий Коптев сообщил СМИ, что вскоре появится новая космическая государственная программа, посвященная освоению Луны. В программе распишут задачи автоматических станций, которые Россия планирует отправить к Луне в 2020-х, а также создание нового корабля и решение проблем радиационной безопасности. По словам Коптева, реализация программы потребует сотен миллиардов рублей (не считая затрат на создание ракетного комплекса сверхтяжелого класса, который будет разрабатываться по отдельной ФЦП)[19].
- 28 ноября 2018 года по итогам состоявшегося заседания Совета РАН по космосу и Роскосмоса была озвучена Концепция исследования и освоения Луны, состоящая из 3 этапов и рассчитанная на период 2021—2040 гг.

### 2019 год
- 11 января 2019 года источник в ракетно-космической отрасли сообщил СМИ, что 10 января состоялось рабочее совещание между специалистами Роскосмоса и РКК «Энергия», по результатам которого начата разработка концепции новой транспортной системы для пилотируемых полетов на орбиту Луны с использованием спецверсии космического корабля «Союз МС». Предварительно рассматривается такая схема полета нового «Союза», при которой он будет стартовать к Луне с орбиты МКС. Перелетный модуль новой системы будет состоять из спецверсии корабля «Союз МС» и разгонного блока, которые будут доставляться к МКС двумя запусками ракет-носителей «Союз-2.1а». Перелетный модуль будет собираться в космосе под контролем экипажа российского сегмента МКС[20].
- 14 января 2019 года РКК «Энергия» представила Роскосмосу вариант корабля «Союз» для полетов к Луне и все необходимые технические расчеты. Источник в ракетно-космической отрасли пояснил СМИ, что для обеспечения возможности полетов кораблей «Союз» мало создать разгонный блок, который отправит корабль к Луне, одна из основных проблем — это необходимость разработки новой теплозащиты, которая позволит кораблю при возвращении с Луны спускаться в земной атмосфере со второй космической скоростью (11,2 километра в секунду). Для лунной версии «Союза» также потребуются новые системы электропитания, связи и жизнеобеспечения. Кроме того, для обеспечения полетов «Союза» к Луне необходима установка звездных датчиков, приборов ручного управления, испарительной системы, дополнительных двигателей и баллонов с кислородом[21].
- 18 января 2019 года на встрече с журналистами глава Роскосмоса Дмитрий Рогозин сообщил, что РКК «Энергия» подтвердила способность создания корабля «Федерация» параллельно с модернизацией корабля «Союз» для полетов к Луне. Модернизация «Союза» потребует усиления радиационной и теплозащиты, чтобы возвращаться к Земле со второй космической скоростью. 19 января в ЦНИИмаше состоится совещание, на котором будет затронута тема модернизации корабля[22].
- 20 января 2019 года источник в ракетно-космической отрасли сообщил СМИ, что лунная версия «Союза» будет разрабатываться без финансового участия США[23].
- 28 января 2019 года директор ИКИ РАН, член-корреспондент РАН Анатолий Петрукович сообщил СМИ, что в концепцию освоения и исследования Луны может быть внесен проект тяжелого лунохода («Луна-29»)[24][25].
- 30 января 2019 года РКК «Энергия» на XLIII Королёвских чтениях представила схему пилотируемого полета к Луне на корабле «Федерация» с помощью ракеты-носителя Ангара-А5[26].
- 30 января 2019 года сотрудник Института медико-биологических проблем РАН Марк Белаковский и вице-директор проекта SIRIUS сообщил СМИ, что наземный эксперимент по имитации полета к Луне SIRIUS начнется в Москве 19 марта[27].
- 17 февраля 2019 года источник в ракетно-космической отрасли сообщил СМИ, что в период 2031—2035 гг предполагается запуск четырёх АМС серии «Луна». Посадочная станция «Луна-30» доставит на поверхность Луны многоразовый лунный корабль для поддержки пилотируемых миссий. Посадочная станция «Луна-31» привезет на Луну тяжелый луноход массой до пяти тонн, оборудованный необходимыми средствами для разработки лунных ресурсов. Посадочная станция «Луна-32» доставит на спутник Земли тяжелые модули массой до шести тонн для строительства лунного полигона, а запуск орбитального аппарата «Луна-33» обеспечит связь и навигацию[28].
- 18 февраля 2019 года заместитель председателя Совета РАН по космосу, научный руководитель ИКИ РАН Лев Зелёный сообщил СМИ, что концепция российской лунной программы находится ещё в процессе разработки, на рассмотрение правительства РФ она будет направлена до лета[29].
- 1 марта 2019 года глава Роскосмоса Дмитрий Рогозин сообщил СМИ, что Лунная программа будет до лета представлена в Совет безопасности РФ на рассмотрение. В настоящее время она ещё до конца не согласована с профильными министерствами и ведомствами[30].
- 25 марта 2019 года Роскосмоса Дмитрий Рогозин сообщил СМИ, что госкорпорация планирует защитить российскую программу освоения Луны в правительстве к середине 2019 года, до конца весны она должна быть рассмотрена на Совете Безопасности[31].
- 11 мая 2019 года источник в ракетно-космической отрасли сообщил СМИ, что НПО им. Лавочкина в рамках федеральной целевой программы по ракете-носителю сверхтяжелого класса планирует до 2030 года создать дубликаты станций «Луна-26» и «Луна-27» с целью исследования района развертывания российской лунной базы. «Луну-26/1» изготовят на базе платформы «Луны-26» для обеспечения ретрансляции информации с «Луны-27/1» на Землю, которая, в свою очередь, будет изготовлена на базе платформы «Луны-27» и совершит посадку в районе, в котором Россия в перспективе планирует создать посещаемую лунную базу[32].
- 19 июня 2019 года научный сотрудник ЦНИИмаша Мария Данилова сообщила телестудии Роскосмоса, что институт приступил к разработке демонстраторов техники для высадки российских космонавтов на Луне[33].
- 2 июля 2019 года пресс-служба Роскосмоса сообщила СМИ, что оптимальные места для строительства лунной базы и требования к её функциональным характеристикам будут определены по результатам краткосрочных пилотируемых экспедиций второго этапа лунной программы[34].
- 22 августа 2019 года глава Роскосмоса Дмитрий Рогозин при посещении РКЦ «Прогресс» сообщил, что по решению Совета безопасности России госкорпорация совместно с РАН должны подготовить программу исследования и освоения Луны к концу осени[35].
- 26 августа 2019 года Роскосмос на портале госзакупок объявил тендер на проведение исследований, необходимых для осуществления пилотируемого полета на Луну. Исполнитель должен провести прикладные исследования проблемных вопросов реализации пилотируемых полетов на Луну, создания ключевых элементов и технологий, в том числе жизнеобеспечения и медико-биологического направления, обеспечивающих безопасное пребывание и работу космонавтов на окололунной орбите и на поверхности Луны. Кроме того, исполнитель должен предложить варианты использования робототехнических систем и способы взаимодействия космонавтов с ними, исследовать способы реабилитации космонавтов после полета на Луну, сформировать требования к космической технике, предложить варианты энергоснабжения лунной базы и способы использования на Луне 3D-печати. Стартовая стоимость контракта оценивается в 373,4 миллиона рублей[36].
- 19 сентября 2019 года глава Роскосмоса Дмитрий Рогозин сообщил СМИ, что третий этап развития космической робототехники предполагает высадку на поверхность Луны антропоморфной системы, которая будет обеспечивать установку и регламентные работы научной лунной базы[37].

### 2020 год
- 25 мая 2020 года глава Роскосмоса Дмитрий Рогозин сообщил СМИ, что Россия «не намерена ввязываться в гонку за освоение Луны»[38].
- 16 декабря 2020 года источник в ракетно-космической отрасли сообщил СМИ, что использование на первом этапе пилотируемых полетов на Луну ракет «Ангара-А5В» вместо сверхтяжелого носителя позволит в четыре раза сократить расходы. Однако, на следующих этапах освоения Луны без сверхтяжелой ракеты не обойтись[39].

### 2021 год
- В январе ученые из российского Института космических исследований РАН сообщили, что создали прототип для будущего отечественного тяжелого «Лунохода-Геолога», предназначенного для поиска полезных ископаемых, драгоценных металлов[40]. Работы по созданию заняли 3 года и теперь ученые намерены предложить прибор для установки на отечественные и зарубежные посадочные аппараты[40].
- 13 февраля глава Роскосмоса Дмитрий Рогозин сообщил в соцсети, что Центр подготовки космонавтов им. Ю. А. Гагарина будет сконцентрирован на исследованиях, которые связаны с полетами человека за пределы околоземных орбит. Глава Роскосмоса подчеркнул, что преодоление радиационных поясов остается главной из нерешенных проблем полетов в дальний космос. Белгородский государственный технологический университет имени В. Г. Шухова и Центр подготовки космонавтов изобрели многослойный полимер — углеродный композит для защиты от космического воздействия. В октябре 2021 года космонавт Антон Шкаплеров начнет[41] испытания материала для защиты от радиации, эксперимент продлится больше полугода. Если в процессе эксперимента будет получен хороший результат, материал будет использоваться для изготовления одежды для космонавтов и обивки кают орбитальных станций и пилотируемого корабля «Орел»[42].
- 21 апреля во время второго дня Общего собрания членов Российской академии наук академик Лев Матвеевич Зелёный предоставил доклад «Исследование Луны и планет с помощь автоматических космических аппаратов, прелюдия к освоению Луны человеком» (начало 5 час 44 минута). Где среди прочего заявлено о попытках ускорения Лунной программы и переноса Луны-26 и Луны-27 на запуск в 2022 году, при решении финансовых проблем. А также о попытках совмещения в рамках миссии Луны-28 испытаний роботизированной системы имитирующей человека, для тестирования системы посадки и возврата с грузом[43].
- 22 мая исполнительный директор Роскосмоса по перспективным программам и науке Александр Блошенко на форуме «Новое знание» сообщил, что сейчас на рассмотрении находится вариант лунной программы со сверхтяжелой ракетой-носителем, альтернативный вариант будет предполагать четырёхпусковую схему полета на Луну с использованием ракеты «Ангара» (этот вариант будет в июне внесен в Правительство РФ)[44]. 24 мая Блошенко сообщил СМИ, что отсутствие на Луне экономически ценных ресурсов, например залежей драгоценных материалов, которые могли бы окупить такой полет, затрудняет обоснование в правительстве необходимости пилотируемых миссий[45].
- 23 сентября Роскосмос на сайте госзакупок опубликовал контракт стоимостью 1,734 млрд рублей на проведение научно-исследовательских работ под шифром «Пастораль-2» для реализации пилотируемых полетов на Луну[46]. Результаты необходимо подготовить к середине ноября 2025 года[47].

### 2022 год
- 1 сентября 2022 года глава Роскосмоса Юрий Борисов на просветительском марафоне общества «Знание» сообщил, что реализация таких проектов, как лунная программа, требует широкого международного сотрудничества. Борисов добавил, что даже американская лунная программа предусматривает широкое взаимодействие с партнёрами и рассказал о возможности сотрудничества с Китаем[48].

### 2023 год
- В июне специалисты Центра подготовки космонавтов им. Гагарина приступили к испытанию прототипа лунного скафандра, который является совместной разработкой НПП «Звезда», Института медико-биологических проблем РАН и Центра подготовки космонавтов[49].
- 11 августа совершен запуск первой автоматической станции с 1976 года — «Луна-25»[50], она должна была приземлиться на Южном полюсе Луны и заняться поисками воды, содержащейся там во льду полярных шапок. Посадка была намечена на 21 августа 2023 года[51], однако 19 августа, при переходе на посадочную орбиту, произошла нештатная ситуация (тормозной импульс был выдан в 1,5 раза больше, чем нужно) и в результате станция разбилась о поверхность Луны.
- 25 августа глава «Роскомоса» Юрий Борисов заявил, что одним из вариантов продолжения лунной программы может быть повторение миссии по посадке на Южный полюс Луны в 2025—2026 годах[52]. Ранее глава госкорпорации сообщил, что запуск миссии «Луна-26» запланирован на 2027 год, «Луны-27» — на 2028 год, «Луны-28» — на 2030 год или позже[53].

### 2024 год
- В апреле глава РАН Геннадий Красников сообщил, что Академия разработала программу по исследованию Луны до 2050 года[54].

## Наземные эксперименты по моделированию полёта на Луну

### Луна-2015
Эксперимент по имитации пилотируемого полёта на Луну, проведённый Россией с 27 октября — 4 ноября 2015 года. Экспериментом руководил Институт медико-биологических проблем РАН. В ходе эксперимента экипаж, состоящий из 6 девушек, провёл 8 дней в замкнутом пространстве.

### SIRIUS
SIRIUS (Scientific International Research in Unique Terrestrial Station — международное научное исследование в уникальном наземном комплексе) — наземный совместный российско-американский эксперимент по моделированию дальних полетов в космос. Проект SIRIUS проводится совместно Институтом медико-биологических проблем РАН и NASA в сотрудничестве с партнёрами из Германии, Франции, Италии и других стран. Первый (17-суточный) эксперимент был проведен в ноябре 2017 года. Второй (120-суточный) — в марте-июле 2019 года. В 2020 году должен состояться эксперимент по восьмимесячной изоляции, а затем — годовое исследование.
Академик РАН Юрий Батурин считает, что в будущих лунных миссиях будет востребован опыт, полученный в ходе эксперимента SIRIUS. Эксперимент имитирует полет международного экипажа на орбиту Луны, работу там и даже выбор места для будущей лунной базы.
SIRIUS-17
Эксперимент SIRIUS-17 стартовал 7 ноября и завершился 24 ноября 2017 года.
SIRIUS-19
Эксперимент SIRIUS-19 стартовал 19 марта и завершился 17 июля 2019 года. По сценарию экипаж совершил перелёт от околоземной к окололунной орбите, где состыковался с орбитальной станцией. 7 недель проводились наблюдения за Луной и выбор точки прилунения, после чего 4 члена экипажа совершили посадку на Луну. Работы на поверхности естественного спутника продолжались 10 суток после чего экипаж вернулся на орбитальную станцию и ещё несколько недель дистанционно управлял луноходами.
Экипаж SIRIUS-19:
- Тарелкин Евгений Игоревич — командир экипажа;
- Жидова Дарья Алексеевна — бортинженер;
- Федяй Стефания Олеговна — врач экипажа;
- Повилаитис Рейнхолд (Reinhold Povilaitis, США) — исследователь;
- Степанова Анастасия Алексеевна — исследователь;
- Миркадыров Аллен (Allen Mirkadyrov, США) — исследователь.

SIRIUS-20/21
Эксперимент SIRIUS-20/21 будет длиться 240 суток и будет включать следующие этапы: выход за орбиту Земли, перелет до планеты с последующим облетом, планетарная посадка, пребывание на орбите для выполнения операций по приему кораблей и по дистанционному управлению робототехническими средствами, возвращение на Землю.

### Эксперимент «Эскиз»
Двухнедельный изоляционный эксперимент «Эскиз» представляет собой имитацию полета к Луне на корабле «Орленок».
В середине апреля 2021 года шесть добровольцев (четыре мужчины и две женщины, все — сотрудники ИМБП РАН) примут участие в двухнедельном эксперименте по имитации полета к Луне на космическом корабле «Орленок».
Две недели — это срок настоящей лунной миссии: полет до Луны, выход на лунную поверхность и возвращение на Землю. Внекорабельная деятельность планируется с применением средств виртуальной реальности. Будут апробированы шлем и уникальная система вывешивания, которая позволит имитировать лунную гравитацию. Данные средства будут в дальнейшем использоваться для экспериментов длительной изоляции, их также планируется использовать для тренировки напланетной деятельности на Луне и на Марсе.
Первая цель эксперимента — оценить уровень стресса экипажа во время острого периода адаптации к изоляции в тесном гермообъекте (примерно 8м2). В нём будут расположены спальные места, несколько рабочих мест с большим количеством научного оборудования и санузел.
Вторая цель эксперимента — изучение молекулярно-клеточных процессов адаптации иммунной системы к условиям изоляции, например, падение иммунитета.
Финансирование эксперимента «Эскиз» будет вестись за счет проекта Минобрнауки "Павловский центр «Интегративная физиология — медицине, высокотехнологичному здравоохранению и технологиям стрессоустойчивости», а также за счет проекта Российского научного фонда.

## Международное сотрудничество
США
Интерес к сотрудничеству в рамках программы проявляет[когда?] космическое агентство NASA. Предполагается, что станция «Луна-26» будет обеспечивать радиосвязь между Землёй и американской станцией «MoonRise», находящейся на обратной стороне Луны.
Китай
- 28 апреля 2015 года заместитель правительства РФ Дмитрий Рогозин заявил что обсуждается вопрос о привлечении Китая в качестве основного партнёра по проекту создания лунной научной станции, создания национальной орбитальной станции России[13].
- В ноябре 2017 года между Роскосмосом и Китайским национальным космическим управлением (CNSA) в рамках 22-й встречи глав правительств двух стран была подписана Программа сотрудничества в области космоса на 2018—2022 годы, которая включала шесть разделов, среди которых было прописано изучение Луны и дальнего космоса.
- 14 января 2019 года официальный представитель Китайского национального космического управления Ли Гопин на пресс-конференции заявил, что сотрудничество по исследованию Луны является одним из ключевых направлений переговоров между Россией и Китаем. К настоящему времени в CNSA сформировали первоначальный план сотрудничества с Роскосмосом в рамках российской миссии «Луна-26» и миссии по посадке китайского исследовательского зонда в Южном полюсе Луны[65].
- 29 января 2019 года научный руководитель ИКИ РАН Лев Зелёный на XLIII Королевских чтениях по космонавтике сообщил, что Россия и Китай обсуждают возможность использования российского лунного орбитального аппарата «Луна-26» в качестве ретранслятора для китайских лунных посадочных станций[66].
- 17 сентября 2019 года премьер-министр РФ Дмитрий Медведев распорядился провести переговоры о заключении соглашения между Роскосмосом и Китайской национальной космической администрацией о сотрудничестве в области создания объединённого Центра данных по исследованию Луны и дальнего космоса. Документ опубликован на официальном интернет-портале правовой информации (недоступная ссылка)[67]. Как пояснил СМИ директор ИКИ РАН Анатолий Петрукович, решение было достигнуто в рамках двухсторонней межправкомиссии и оно давно ожидалось учеными обеих стран. В банке данных будет собрана вся информация, доступная о Луне из советских, российских и китайских источников, а также из открытых источников других стран. Доступ к данным будут иметь только ученые двух стран, но в дальнейшем к сотрудничеству могут быть привлечены третьи страны[68]. По итогам 24-й регулярной встречи глав правительств РФ и Китая Роскосмос и CNSA подписали соглашение о сотрудничестве, в которое также вошла координация работы отечественного орбитального аппарата Луна-26 и китайского «Чанъэ-7»[69][70].
- В марте 2024 года глава «Роскомоса» Юрий Борисов объявил о планах России и Китая в 2033-2035 годах доставить и установить на лунной поверхности ядерную энергоустановку[71]; её разработка началась в мае того же года[72].

Евросоюз
- 28 января 2019 года директор ИКИ РАН, член-корреспондент РАН Анатолий Петрукович сообщил СМИ, что европейские страны примут участие в российских проектах исследования Луны: для первых трех российских лунных аппаратов (две посадочные станции «Луна-25» и «Луна-27», а также орбитальный аппарат «Луна-26») европейские страны в общей сложности изготовят и поставят около 10 научных и технологических приборов[24].

## Схема первой пилотируемой лунной экспедиции

### Вариант 2015 года
В 2015 году Роскосмос должен был начать рассмотрение проектов по созданию сверхтяжёлой ракеты-носителя, но в начале этого же года было решено отказаться от его создания по причине отсутствия потребности в выведении на орбиту моногрузов массой 50-70 тонн, сосредоточившись на создании научно-технического задела и разработке отдельных систем и агрегатов для будущей сверхтяжёлой ракеты. Вместо носителя сверхтяжёлого класса решено создать модификацию «Ангары-А5» — «Ангару-А5В» с грузоподъёмностью до 38 тонн на НОО.
В 2015 году источник в ракетно-космической отрасли сообщил СМИ, что организация пилотируемого полета российских космонавтов на Луну потребует до шести пусков тяжелой ракеты-носителя «Ангара-А5В» с космодромов Плесецк и Восточный. Предполагается первым выводить лунный взлетно-посадочный комплекс, затем разгонный блок с криогенными компонентами топлива, третьим пуском — пилотируемый корабль, четвёртым — ещё один разгонный блок, ещё один парный пуск планировалось осуществить для доставки первого экспедиционного модуля лунной базы.
В марте и октябре 2015 года глава НТС Роскосмоса и глава РКК «Энергия» Владимир Солнцев сообщили СМИ, что организация пилотируемого полета на Луну потребует проведения четырёх пусков «Ангары-А5В»:
- первый парный пуск: должен выводиться разгонный блок с посадочным кораблём
- второй парный пуск: должен выводиться посадочный и взлётный корабль.

### Вариант 2017 года
В конце июля 2017 года РКК «Энергия» разработала схему осуществления пилотируемой экспедиции на Луну, которая требует двух пусков сверхтяжёлой ракеты и одного пуска ракеты «Союз-5». Новый проект, как и прежний (4 запуска «Ангары-А5В»), предполагает сборку лунного экспедиционного комплекса на низкой околоземной орбите. Сборка комплекса предполагается в течение нескольких месяцев с проведением запусков ракет с интервалом между пусками в один месяц. При этом корабль «Орел» в лунной модификации с экипажем будет запущен ранее на МКС, где будет ожидать сборки лунного экспедиционного комплекса. Сам комплекс должен состоять из Межорбитального буксира (МОБ), разгонного блока ДМ с дополнительными баками, Лунного взлётно-посадочного корабля и корабля «Орел».

### Вариант 2021 года
В феврале 2021 года РКК «Энергия» вернулась к рассмотрению возможности отправки пилотируемой миссии на Луну при помощи четырёх пусков ракет-носителей «Ангара-А5В». В конце 2020 года глава Роскосмоса Дмитрий Рогозин отметил, что наличие с 2023 двух стартовых комплексов под «Ангару» (на Восточном и Плесецке) позволит комбинировать пуски, собирая на орбите перелетные пилотируемые комплексы, а наличие ракеты «Ангара-А5В» позволит решать любые задачи отечественной космонавтики вплоть до 2032 года (включая первый этап лунной программы). В декабре 2020 года источник в ракетно-космической отрасли сообщил СМИ, что использование на первом этапе лунной программы ракет «Ангара-А5В» вместо сверхтяжелого носителя позволит в четыре раза сократить расходы.
- 16 февраля 2021 года источник в ракетно-космической отрасли сообщил СМИ, что сейчас в РКК «Энергия» в рамках научно-исследовательской работы прорабатывается вариант отправки пилотируемой миссии на Луну с помощью четырёхпусковой схемы полета. Такая схема предполагает раздельное выведение на орбиту перспективного пилотируемого корабля («Орел» или «Орленок»), лунного взлетно-посадочного комплекса (ЛВПК) и двух кислородно-водородных разгонных блоков (КВТК) с помощью ракет-носителей «Ангара-А5В». На низкой околоземной орбите пилотируемый транспортный корабль будет стыковаться с орбитальной станцией. Там экипаж будет ждать выведения КВТК, после чего на орбите будет выполнена стыковка с данным РБ. Параллельно на НОО будут стыковаться ЛВПК и ещё один КВТК. Далее разгонные блоки придадут импульс кораблю и комплексу для перелета на эллиптическую орбиту, после чего произойдет их отделение. После перехода на низкую окололунную орбиту высотой 200 километров предполагается стыковка корабля и ЛВПК. Космонавты перейдут на борт взлетно-посадочного комплекса, совершат посадку, поработают на поверхности Луны. Далее с естественного спутника Земли стартует только взлетный модуль, который на орбите состыкуется с пилотируемым кораблем. После отделения взлетного модуля корабль отправится на Землю для совершения посадки[80]. Трудность заключается в наличии в перспективе только двух стартовых площадок для ракет «Ангара» — в Плесецке и на Восточном, а под «Ангару-А5В» стартовая площадка будет только на Восточном[81].
- 12 апреля 2021 года начальник отдела баллистики РКК «Энергия» Рафаил Муртазин сообщил СМИ, что для полетов к Луне пилотируемый корабль «Орел» на орбите должен в кратчайшие сроки состыковаться с кислородно-водородным разгонным блоком, совершить один виток вокруг Земли в целях проверки всех систем, после чего будет выдан отлетный импульс к Луне (либо осуществлен уход на резервный виток). Двухпусковая схема и быстрая стыковка с разгонным блоком позволят начать запуски российских космонавтов к естественному спутнику Земли до появления сверхтяжелой ракеты[82].
- 8 ноября 2021 года на сайте XXII научно-технической конференции ученых и специалистов были опубликован тезис доклада, согласно которому отправка российских космонавтов на Луну потребует четырёх пусков ракеты «Ангара-А5В» для сборки лунного перелетного комплекса с зазором в месяц между запусками. Комплекс состоит из взлетно-посадочного комплекса (позволит космонавтам совершить посадку и затем взлететь с Луны), двух кислородно-водородных транспортных кораблей (отвозят поочередно посадочный комплекс и корабль с космонавтами к Луне) и транспортного корабля «Орленок». Месячная задержка связана с необходимостью подготовки стартового стола космодрома Восточный к очередному пуску «Ангары-А5В». Предполагается, что экипаж проведет на Луне около двух недель[83].

## Место посадки на Земле после полета к Луне
- 18 апреля 2021 года на сайте госзакупок Роскосмосом была опубликована документация, согласно которой по результатам рекогносцировочных работ для штатного района посадки и первичного обслуживания возвращаемого аппарата пилотируемого транспортного корабля «Орел» определён район номер восемь «Оренбург», расположенный в 64,5 км к юго-востоку от города Оренбург с координатами 51 градус 28 минут 57 секунд северной широты, 55 градусов 52 минуты 38 секунд восточной долготы с радиусом 8 км. Место находится в Беляевском районе Оренбургской области. В этом месте Роскосмос построит посадочный комплекс и комплекс первичного обслуживания возвращаемого аппарата корабля «Орел». В радиусе 8 км от этой точки населенных пунктов нет. Ближайшими населенными пунктами являются села Старицкое, Цветочное и Крючковка[84].

## Ракеты-носители
- Союз-2.1б и Ангара-А5 (1-й этап программы).
- Ангара-А5 и Российская сверхтяжелая ракета-носитель (2-й этап программы).

## Транспортная система для пилотируемых полетов на орбиту Луны

### Спецверсия корабля «Союз»
Для «лунной модификации Союза» требуется создать разгонный блок, который отправит корабль к спутнику Земли, новую теплозащиту, позволяющую кораблю при возвращении с Луны спускаться в земной атмосфере со второй космической скоростью (11,2 километра в секунду). Также потребуются новые системы электропитания, связи и жизнеобеспечения. Кроме того, для обеспечения полетов «Союза» к Луне необходима установка звездных датчиков, приборов ручного управления, испарительной системы, дополнительных двигателей и баллонов с кислородом.
- 28 июня 2018 года глава Роскосмоса Дмитрий Рогозин заявил на конференции госкорпорации, что в период разработки «Федерации» возможна модернизация «Союза» под лунные полеты, так как изначально корабль создавался под нужды советской лунной программы[86].
- 25 марта 2019 года глава Роскосмоса Дмитрий Рогозин сообщил СМИ, что создание варианта космического корабля «Союз МС» с усиленной тепловой и радиационной защитой (по сути это второй корпус) для полетов к Луне и организация одной миссии будет стоить примерно $400 млн. Глава Роскосмоса уточнил, что модернизированный «Союз» к Луне можно запускать по двухпусковой схеме — отдельно выводится и временно стыкуется к МКС сам доработанный корабль «Союз МС» на одноимённой ракете, затем в космос выводится разгонный блок на тяжелой «Ангаре». "Дальше происходит сборка на МКС разгонного блока и корабля, и они уходят вокруг Луны, делают гравитационный манёвр и возвращаются на Землю[87].

### «Орел» и «Орленок»
- 30 января 2019 года РКК «Энергия» на XLIII Королевских чтениях представила схему пилотируемого полета к Луне на корабле «Федерация». Как следует из презентации, «Федерация» и лунный взлетно-посадочный комплекс будут запускаться к Луне отдельно с помощью «Ангары-А5». Первым запустят взлетно-посадочный комплекс, который достигнет окололунной орбиты (высота примерно 100 км) и будет там ожидать прилета «Федерации» 6 месяцев. Через шесть месяцев произойдет стыковка, космонавты перейдут на борт взлетно-посадочного комплекса, совершат посадку, поработают на поверхности Луны. Дальше со спутника Земли стартует только взлетный модуль, который является частью комплекса. Затем произойдет стыковка с «Федерацией», и космонавты перейдут в корабль, который после отделения взлетного модуля отправится на Землю. После разделения отсеков спускаемый аппарат сначала снизит скорость за счет торможения об атмосферу Земли, потом снова выйдет в космос и затем совершит посадку, войдя в атмосферу ещё раз[26].
- 3 сентября 2019 года РКК «Энергия» обнародовала характеристики окололунной версии создаваемого пилотируемого корабля «Федерация»: стартовая масса составит 20 т (против 14,4 т у околоземной версии), масса возвращаемого груза на Землю составит 100 кг (против 500 кг у околоземной версии), длительность полета − 180 суток (против 365 суток для околоземной версии)[88].
- 14 декабря 2019 года СМИ распространили материалы РКК «Энергия», из которых следует, что корабль «Орел» сможет доставить на орбиту Луны полезный груз суммарной массой 420 килограммов, включая четырёх членов экипажа и 100 килограммов собственно груза. Таким образом, вес каждого космонавта, учитывая скафандр «Сокол», должен быть не более 80 килограммов[89].
- 17 декабря 2020 года источник в ракетно-космической отрасли сообщил СМИ, что в РКК «Энергия» прорабатывается вариант создания облегченной версии «Орла», получивший условное название «Орленок». Корабль будет облегчен по сравнению с базовой версией на 5 тонн и будет рассчитан на 2 человек вместо 4 за счет снижения массы системы обеспечения жизнедеятельности экипажа[90].
- 29 декабря 2020 года глава Роскосмоса Дмитрий Рогозин сообщил СМИ, что лунный корабль «Орленок» появится ближе к 2028 году[91].

### Ядерные электроракетные установки
- 9 сентября 2019 года на сайте госзакупок Роскосмосом был размещен контракт на научно-исследовательскую работу «Прикладные инновационные исследования технологий создания ракетных двигателей, двигательных и энергетических установок изделий перспективной ракетно-космической техники и их ключевых элементов» («Форсаж») стоимостью 525,7 миллиона рублей и датой завершения 15 ноября 2021 года. В части работ планируется исследовать применение ядерной электроракетной двигательной установки (ЭРДУ) для грузовой транспортной системы и солнечной ЭРДУ для межорбитальных буксиров в пилотируемой программе освоения Луны[92].

### Транспортный корабль для посадки на Луну
- 19 декабря 2019 года источник в ракетно-космической отрасли сообщил СМИ, что РКК «Энергия» начала прорабатывать концепцию модуля для перевозки грузов между Луной и окололунной орбитальной станцией, который сможет совершать посадку на поверхность естественного спутника Земли и затем взлетать[93].

## Скафандры
НПП «Звезда» при разработке скафандров активно сотрудничает с НАСА; русские и американские разработчики постоянно обмениваются техническими данными, российские специалисты ознакомились с имеющимся у НАСА прототипом лунного скафандра.

### Спасательный скафандр
Для корабля «Орёл» НПП «Звезда» разработает к 2022 году многоразовый аварийно-спасательный скафандр «Сокол-М».

### Скафандр для работы в открытом космосе
Диапазон температур на Луне гораздо больше, чем за бортом МКС: примерно от −170 до +120°С. В настоящее время долговечных материалов, способных выдерживать такие перепады, не существует. Материалы, использованные в американском скафандре A7L для выхода на Луну, в нынешних условиях, когда надо будет неоднократно выходить на поверхность, вряд ли подойдут, так как они были рассчитаны на кратковременный разовый выход. Современные скафандры также не имеют радиационной защиты. Набор материалов, из которых они состоят, защищают слабо (как человека, так и электронику), поскольку радиация за пределами магнитного поля Земли существенная. Индивидуальные системы защиты в настоящее время разрабатывают в США и Израиле. Например, при первом полете американского корабля «Орион» к Луне планируется поместить внутрь мужской и женский манекены в специальных костюмах, чтобы выяснить уровень облучения. В России работы в этом направлении, по состоянию на август 2019 года, не ведутся.
Для советской лунной программы в 1969 году был разработан полужесткий скафандр «Кречет».
- 13 августа 2019 года главный конструктор НПО «Звезда» Сергей Поздняков сообщил СМИ, что предприятие направило в Роскосмос предложение о необходимости начала разработки нового скафандра для работы в открытом космосе[98]. Новое поколение скафандров «Орлан» можно будет использовать во время высадки на лунную поверхность. Для этого жесткую часть скафандра предлагается сделать короче, чтобы добавить ему подвижности. Кроме того, у лунной модификации будут собственные штаны с шарнирами, позволяющими передвигаться по поверхности Луны. Существующие скафандры не имеют подобных штанов, поскольку ноги в открытом космосе используются только для фиксации космонавта в специальных устройствах «Якорь», благодаря которому у космонавта освобождаются обе руки для работы[99]. Корпус скафандра предлагается впервые изготовить из композитных материалов[100]. На разработку нового скафандра требуется порядка четырёх лет[101].
- 23 сентября 2021 года Роскосмос на портале госзакупок опубликовал тендер «Прикладные исследования проблемных вопросов реализации пилотируемых полетов на Луну, создания ключевых элементов и технологий, в том числе медико-биологического направления, обеспечивающих безопасное пребывание и работу космонавтов на окололунной орбите и на поверхности Луны в части работ 2022—2025 годов», согласно которому должен быть разработан облик нового скафандра для внекорабельной деятельности на поверхности Луны и создан его экспериментальный макет[102].
- 3 октября 2022 года главный конструктор НПО «Звезда» Сергей Поздняков сообщил СМИ, что предприятие завершило первый этап научно-исследовательской работы по скафандру для работ на Луне, в результате была определена его концепция. Уже стартовал второй этап работ, который предусматривает создание макета, на котором можно будет отработать некоторые элементы эргономики[103].
- В июне 2023 года специалисты в Центре подготовки космонавтов им. Ю. А. Гагарина приступили к испытанию прототипа российского лунного скафандра, который является совместной разработкой НПП «Звезда», Института медико-биологических проблем РАН и Центра подготовки космонавтов. В основу снаряжения легли конструкционные идеи советского лунного скафандра «Кречет» и скафандра для орбитальной работы — «Орлан»[49].

## Луноходы
СССР отправлял луноходы на естественный спутник Земли дважды — в 1970 году Луна-17 доставила Луноход-1 в Море Дождей, а в 1973 году Луна-21 доставила Луноход-2 в Море Ясности. В 1977 планировался пуск Луны-25А с Луноходом-3 на борту, но пуск по политическим мотивам не состоялся.
Россия свой первый луноход массой 1,3 тонны планирует отправить в 2028 году станцией «Луна-29». По неподтвержденным Роскосмосом данных от источника в ракетно-космической отрасли, луноход будет управляться антропоморфным роботом.
- 22 мая 2019 года заведующий лабораторией геохимии Луны и планет ГЕОХИ Евгений Слюта сообщил СМИ, что тяжелый луноход пробурит грунт на глубину до шести метров в нескольких местах и проедет 500 километров. ГЕОХИ разрабатывает комплекс научной аппаратуры и научные задачи лунохода, исходя из которых определяются технические требования к машине[105].
- 20 июля 2019 года заведующий лабораторией геохимии Луны и планет ГЕОХИ Евгений Слюта сообщил СМИ, что Роскосмос и РАН поддержали инициативу разработки создания тяжелого лунохода по проекту «Робот-геолог» и среднего лунохода-разведчика. Оба проекта рассматриваются для реализации в рамках следующей Федеральной космической программы. По ним ведется эскизное проектирование. Проект робота-геолога должен быть реализован в течение следующего десятилетия[106].
- 23 сентября 2021 года Роскосмос на портале госзакупок опубликовал тендер «Прикладные исследования проблемных вопросов реализации пилотируемых полетов на Луну, создания ключевых элементов и технологий, в том числе медико-биологического направления, обеспечивающих безопасное пребывание и работу космонавтов на окололунной орбите и на поверхности Луны в части работ 2022—2025 годов», согласно которому в ноябре 2023 года должны быть разработаны предложения по составу и основным техническим характеристикам пилотируемого лунохода[102].

## Обсерватории
Строительство астрофизических обсерваторий относится к 3-му этапу Лунной программы (конец 2020-х — 2030-е годы).
- 16 мая 2019 года научный руководитель ИКИ РАН Лев Зелёный сообщил СМИ, что строительство астрофизических обсерваторий на Луне предполагается в конце 2020-х — начале 2030-х годов. Изначально планируется размещение в полярной области Луны двух обсерваторий — для радиоастрономических исследований (позволит улавливать радиоизлучение самых далёких космических объектов в других галактиках) и исследования космических лучей (позволит регистрировать свойства самых высокоэнергичных заряженных частиц; на Земле возможно только их косвенное исследование по следам их взаимодействия с атмосферой). В будущем их число может быть увеличено. Доставка аппаратуры будет осуществляться сверхтяжёлым носителем. Первыми строительством обсерваторий займутся роботы[107].

## Лунная база
- В октябре 2019 года стало известно, что АО "Корпорация «Стратегические пункты управления» (входит в состав Роскосмоса) разрабатывает проект лунной базы «Patron Moon» с небольшой атомной электростанцией, на которой смогут жить 50 человек, а места на ней предлагается сдавать в аренду по цене 10−30 млн долларов с человека, чтобы окупить затраты за один год. Стоимость проекта оценивается в 462 млн долларов. База представляет собой заглубляемое в грунт сооружение, внутри которого имеются универсальный стыковочный люк, многофункциональные буры, три выдвижных цилиндра с отсеками для проживания людей и стволопроходческая буровая установка на конце. Сооружение имеет следующие характеристики: масса — 70 тонн, глубина максимального погружения в грунт — 41 метр, суммарный объём цилиндров — 624 кубических метра, вместимость — до 50 человек[108].
- В марте 2021 года Роскосмос и CNSA приняли решение строить лунную базу вместе, с возможностью подключения к этому проекту и других сторон, а в июне была опубликована «дорожная карта» строительства Международной научной лунной станции. Создание станции запланировано на 2031—2035 годы, текущие лунные программы России и Китая согласно карте были интегрированы в этот проект и стали играть роль подготовки к её постройке[109].
- 23 сентября 2021 года Роскосмос на портале госзакупок опубликовал тендер «Прикладные исследования проблемных вопросов реализации пилотируемых полетов на Луну, создания ключевых элементов и технологий, в том числе медико-биологического направления, обеспечивающих безопасное пребывание и работу космонавтов на окололунной орбите и на поверхности Луны в части работ 2022—2025 годов», согласно которому техническое задание (ОКР «Обитаемый модуль лунной базы» и «Энергетический модуль лунной базы») для создания российской лунной базы должно быть сформировано до конца 2025 года[110].

### Система жизнеобеспечения
В середине апреля 2021 года научно-технический совет НИИхиммаш предложил с 2022 года начать разработку систем водообеспечения перспективных объектов лунной программы — лунной орбитальной станции, лунного посадочного комплекса и лунной базы, а также межпланетной космической станции. Работы должны завершиться созданием макетов оборудования в 2025 году. Окончательное решение по этим вопросам будет принято в конце апреля на расширенном научно-техническом совете с привлечением заказчиков из ракетно-космической отрасли и соисполнителей из других научных институтов.

## Состоявшиеся пуски
| № | Дата            | Космические аппараты | Ракета- носитель | Стартовая площадка | Пилотируемый | Миссия                                                                                |
| - | --------------- | -------------------- | ---------------- | ------------------ | ------------ | ------------------------------------------------------------------------------------- |
| 1 | 11 августа 2023 | Луна-25 (Луна-Глоб)  | Союз-2.1б        | Восточный          | Нет          | Отработка технологии посадки. Исследование лунной поверхности в районе Южного полюса. |

## Запланированные пуски
| №                                        | Дата                                     | Космические аппараты                                               | Ракета- носитель                         | Стартовая площадка                       | Пилотируемый                             | Миссия |                                          |                                          |
| Первый этап лунной программы — «Вылазка» | Первый этап лунной программы — «Вылазка» | Первый этап лунной программы — «Вылазка»                           | Первый этап лунной программы — «Вылазка» | Первый этап лунной программы — «Вылазка» | Первый этап лунной программы — «Вылазка» | Первый этап лунной программы — «Вылазка» | Первый этап лунной программы — «Вылазка» | Первый этап лунной программы — «Вылазка» |
| ---------------------------------------- | ---------------------------------------- | ------------------------------------------------------------------ | ---------------------------------------- | ---------------------------------------- | ---------------------------------------- | --- | ---------------------------------------- | ---------------------------------------- |
| 2                                        | 2027                                     | Луна-26 (Луна-Ресурс-1 ОА)                                         | Союз-2.1б                                | Восточный                                | Нет                                      | Дистанционное изучение Луны, обеспечение связи для следующих лунных миссий.                                                                                        |                                          |                                          |
| 3                                        | 2028                                     | Луна-27 (Луна-Ресурс-1 ПА) — основной и резервный посадочные зонды | Ангара-А5                                | Восточный                                | Нет                                      | Отработка технологий создания на Луне постоянно действующей базы. Изучение реголита и экзосферы.                                                                   |                                          |                                          |
| 4                                        | до 2035                                  | Луна-28 (Луна-Грунт)                                               | Ангара-А5                                | Восточный                                | Нет                                      | Доставка на Землю термостатированных образцов лунного грунта, добытых предыдущими станциями, в котором могут находиться кристаллы льда                             |                                          |                                          |
| 5                                        | до 2035                                  | Луна-29 (орбитальный)                                              | Ангара-А5                                | Восточный                                | Нет                                      | Орбитальная станция, для хранения и исследования образцов лунного грунта                                                                                           |                                          |                                          |
| 6                                        | до 2035                                  | Луна-30                                                            | Ангара-А5                                | Восточный                                | Нет                                      | Геологический луноход. Масса 3000 кг |                                          |                                          |
| 7                                        | до 2035                                  | Луна-31                                                            | Ангара-А5                                | Восточный                                | Нет                                      | Многоразовая посадочная платформа для доставки образцов на окололунную орбиту                                                                                      |                                          |                                          |
| Второй этап лунной программы — «Форпост» |                                          |                                                                    |                                          |                                          |                                          | |                                          |                                          |
| 1                                        |                                          | Орёл (космический корабль)                                         | Енисей (РН СТК)                          | Восточный                                | Нет                                      | Беспилотный облет Луны кораблем Орёл |                                          |                                          |
| 2                                        |                                          | Модуль орбитальной окололунной станции                             | Енисей (РН СТК)                          | Восточный                                | Нет                                      | Доставка на орбиту Луны орбитального модуля |                                          |                                          |
| 3                                        |                                          | Орёл (космический корабль)                                         | двупуск РН СТК                           | Восточный                                | Да                                       | Пилотируемый полет корабля Орёл на окололунную орбиту (к станции), испытательный полет ЛВПК, стыковка с пилотируемым кораблем (станцией), посадка ЛВПК без экипажа |                                          |                                          |
| 4                                        |                                          | Лунный взлетно-посадочный комплекс/Орёл (космический корабль)      | двупуск РН СТК                           | Восточный                                | Да                                       | Высадка на Луну экипажа из 3 космонавтов с 14-суточной миссией |                                          |                                          |
| 5                                        |                                          | ЛГПК с базовым модулем                                             | РН СТК                                   | Восточный                                | Нет                                      | Доставка первого (базового) модуля лунной базы |                                          |                                          |
| 6                                        |                                          | Лунный взлетно-посадочный комплекс/Орёл (космический корабль)      | двупуск РН СТК                           | Восточный                                | Да                                       | Высадка на Луну космонавтов в целях начала строительства лунной базы                                                                                               |                                          |                                          |
| 7                                        |                                          | ЛГПК с самоходным модулем                                          | РН СТК                                   | Восточный                                | Нет                                      | Доставка тяжелого лунохода (луномобиля) с функцией стыковки |                                          |                                          |
| 8                                        |                                          | Лунный взлетно-посадочный комплекс/Орёл (космический корабль)      | двупуск РН СТК                           | Восточный                                | Да                                       | Высадка на Луну космонавтов в целях проведения поездок на луномобиле и тестирования робототехнических комплексов                                                   |                                          |                                          |
| 9                                        |                                          | ЛГПК с энергомодулем                                               | РН СТК                                   | Восточный                                | Нет                                      | Доставка самоходного энергетического модуля |                                          |                                          |
| 10                                       | после 2035                               | Лунный взлетно-посадочный комплекс/Орёл (космический корабль)      | двупуск РН СТК                           | Восточный                                | Да                                       | Высадка на Луну космонавтов в целях продолжения строительства лунной базы                                                                                          |                                          |                                          |
| 11                                       | после 2035                               | ЛГПК с лабораторным модулем                                        | РН СТК                                   | Восточный                                | Нет                                      | Доставка лабораторного модуля |                                          |                                          |
| 12                                       | после 2035                               | Лунный взлетно-посадочный комплекс/Орёл (космический корабль)      | двупуск РН СТК                           | Восточный                                | Да                                       | Высадка на Луну космонавтов в целях продолжения строительства лунной базы и проведения экспериментов                                                               |                                          |                                          |
| Третий этап лунной программы — «База»    |                                          |                                                                    |                                          |                                          |                                          | |                                          |                                          |
|                                          |                                          |                                                                    |                                          |                                          |                                          | |                                          |                                          |

## Экономическое обоснование программы
- март 2019 года — экономическое обоснование концепции исследования Луны[117].

## Оценка стоимости и финансирование программы

### Оценка стоимости
В ценах 2009 года доставка 1 килограмма груза на поверхность Луны оценивалась в 60 тысяч долларов.
В 2014 году по проекту Федеральной космической программы на 2016—2025 годы предполагалось, что вся лунная программа России — это «Луна-25», «Луна-26», «Луна-27» и «Луна-28». Тогда на их создание планировалось потратить соответственно 2 млрд 980 млн, 14 млрд 630 млн (два орбитальных и два посадочных аппарата) и 11 млрд рублей; суммарно — 28 млрд рублей.
В 2014 году заведующий отделом ядерной планетологии ИКИ РАН Игорь Митрофанов сообщил СМИ, что если создание одной автоматической станции к Луне стоит примерно 10 млрд рублей, то пилотируемый полет обойдется в 100 млрд рублей.
в 2016 году вице-президент РКК «Энергия» Александр Деречин сообщил на научной конференции, что доставка на Луну 1 кг груза в 10 раз дороже, чем аналогичного груза на околоземную орбиту, а возвращение 1 кг груза с Луны обойдется в 30-50 раз дороже, чем возвращение этого же груза с орбиты Земли.
20 июля 2019 года заведующий лабораторией геохимии Луны и планет Института геохимии и аналитической химии РАН Евгений Слюта ссобщил СМИ, что по предварительным подсчетам со специалистами Роскосмоса, на начальном этапе освоения Луны для обеспечения транспортных перевозок с Луны на Землю может потребоваться ежегодно примерно 200 тонн кислорода и 50 тонн водорода. Для того, чтобы привезти эти запасы на Луну, потребуется 15 миллиардов долларов в год (без учёта стоимости доставки других грузов).
24 мая 2021 года директор по перспективным программам и науке Роскосмоса Александр Блошенко сообщил СМИ, что стоимость отправки российских космонавтов на Луну в 2030 году варьируется от 400 млрд до 1,7 трлн рублей. «Бюджетный» вариант предполагает четыре пуска ракеты «Ангара-А5В»; отдельными пусками на орбиту выводятся корабль «Орленок», взлетно-посадочный комплекс для спуска на поверхность Луны, два буксира. Однако после этой схемы в любом случае придется создавать сверхтяжелую ракету. Вариант стоимостью 1,7 трлн рублей предполагает разработку сверхтяжелого носителя и его изготовление (800 млрд рублей), наземную инфраструктуру, средства спасания, лунный взлетно-посадочный модуль, научную нагрузку — от тяжелого лунохода до научного оборудования.
27 июля 2022 года пресс-служба головного экономического научно-исследовательского института Роскосмоса — «Организация „Агат“ — сообщила СМИ, что проработки задачи для полета четырёх человек на пилотируемом транспортном корабле „Орел“, выводимом с помощью ракеты сверхтяжелого класса „Енисей“, показали возможность решения этой задачи не менее чем в четыре раза дешевле, чем полеты к Луне астронавтов НАСА в рамках программы Artemis с помощью ракеты сверхтяжелого класса Space Launch System на корабле Orion (предварительные оценки стоимости такого пуска составляют около $4 млрд). Как уточнили в „Агате“, такой показатель был достигнут за счет эффективного использования задела советских программ и изначальной разработки, исходя из экономических соображений.
Оценка стоимости проведения экспериментов SIRIUS по моделированию пилотируемого полета на Луну
- Стоимость реализации SIRIUS по оценке главного менеджера проекта Марка Белаковского составит миллионы долларов[126].

Оценка стоимости создания скафандров нового поколения
- Стоимость создания многоразового аварийно-спасательного скафандра „Сокол-М“ — коммерческая тайна.
- Стоимость создания лунного скафандра — .

Оценка стоимости создания РН „Ангара“ и её инфраструктуры
- Создание космического ракетного комплекса (КРК) „Ангара“, включающего изготовление двух ракет-носителей для летных испытаний („Ангара-1.2ПП“ и „Ангара-А5“) и строительство стартового комплекса на космодроме Плесецк) — 111,986 млрд рублей (в ценах 2014 года)[127].
- Стоимость создания второй и третьей РН „Ангара-А5“ в рамках летно-конструкторских испытаний для запуска с космодрома Плесецк — .
- Строительство стартового комплекса на космодроме Восточный с одной пусковой установкой — 38,75 млрд рублей.
- Технологическое оборудование для стартового комплекса на космодроме Восточный — 27,5 млрд рублей[128].
- Создание РН „Ангара-А5В“ с кислородно-водородной ступенью — 37 млрд рублей[129].
- Создание кислородно-водородного разгонного блока для РН „Ангара-А5“ — более 20,6 млрд рублей[130].

Оценка стоимости создания РН „Союз-5“ и „Союз-6“ как блоков 1-й и 2-й ступени сверхтяжелой ракеты-носителя и её инфраструктуры
- Стоимость создания двигателя РД-171МВ для РН „Союз-5“ — 7 млрд рублей (на период с 2017 по конец 2019 гг.)[131].

Оценка стоимости создания сверхтяжелой ракеты-носителя и её инфраструктуры
- Стоимость разработки проекта российской сверхтяжелой ракеты для полетов на Луну — 1,47 млрд рублей (537 млн в 2020 году и 930 млн в 2021 году)[132].
- Стоимость создания сверхтяжелой ракеты для Луны и Марса — 600 млрд руб.[133].

Оценка стоимости создания ПТК НП („Орел“) 
- Стоимость создания первого лётного образца (полноразмерного макета) для запуска в беспилотном варианте на РН „Ангара-А5“ с космодрома Восточный в августе 2023 года — 57,56 млрд рублей.
- Стоимость создания второго летного образца (полноценного многоразового корабля для летных тестов и последующей эксплуатации) — 8,1 млрд рублей[134].
- Стоимость создания пилотируемой инфраструктуры для корабля „Орел“ на космодроме Восточный после 2023 года — 18,1 млрд рублей (предварительная сумма)[135].
- Стоимость адаптации корабля „Орел“ к РН „Ангара-А5“ — более 1 млрд рублей (только эскизный проект)[136].
- Стоимость ОКР по созданию комплекса районов посадки и первичного обслуживания возвращаемого аппарата ПТК „Орел“ — 1,88 млрд рублей[137].
- Стоимость создания беспилотного образца для полета к МКС — .
- Стоимость создания пилотируемого образца для полета к МКС — .
- Стоимость создания беспилотного образца для облета вокруг Луны — .

### Финансирование программы
- 27 августа 2019 года Роскосмос на портале госзакупок объявил тендер на проведение исследований, необходимых для осуществления пилотируемого полета на Луну. Стартовая стоимость контракта оценивается в 373,4 миллиона рублей[36].
- 9 сентября 2019 года Роскосмос на портале госзакупок объявил тендер на проведение исследований по двигательным установкам различных типов (НИР „Форсаж“), в том числе ядерным для использования в транспортной системе к Луне. Стоимость контракта оценивается в 525,7 миллиона рублей[92].
- В конце сентября 2021 года Роскосмос на портале госзакупок опубликовал заявку на проведение научно-исследовательских работ (НИР) для реализации пилотируемых полетов на Луну — „Прикладные исследования проблемных вопросов реализации пилотируемых полетов на Луну, создания ключевых элементов и технологий, в том числе медико-биологического направления, обеспечивающих безопасное пребывание и работу космонавтов на окололунной орбите и на поверхности Луны в части работ 2022—2025 годов“; стоимость НИР — более 1,735 млрд рублей[46]
- В конце октября — начале ноября 2022 года Роскосмос подписал с Научно-производственным объединением (НПО) им. С. А. Лавочкина два госконтракта, которые подразумевают создание двух лунных миссий — орбитальной и посадочной для забора грунта[138]. Об этом свидетельствуют документы на сайте госзакупок[139][140].
- В сентябре 2024 года научный руководитель первого этапа лунной программы России академик Лев Зелёный в интервью ТАСС рассказал, что „Роскосмос“ пока не одобряет отправку двух аппаратов на полюс Луны из-за нехватки средств. „Нам уже видно, что раньше 2028—2029 годов это сделать не получится“, — указал он.[141].
- В мае 2025 года глава РАН Геннадий Красников объявил о начале Финансирования лунной программы в 2025 году[142].

## Госконтракты
1. № 0995000000219000098. «Прикладные исследования проблемных вопросов реализации пилотируемых полетов на Луну, создания ключевых элементов и технологий, в том числе жизнеобеспечения и медико-биологического направления, обеспечивающих безопасное пребывание и работу космонавтов на окололунной орбите и на поверхности Луны (Шифр НИР „Пастораль-1“)».
2. № 0995000000221000062. «Прикладные исследования проблемных вопросов реализации пилотируемых полетов на Луну, создания ключевых элементов и технологий, в том числе медико-биологического направления, обеспечивающих безопасное пребывание и работу космонавтов на окололунной орбите и на поверхности Луны в части работ 2022—2025 годов» (Шифр: НИР «Пастораль» (2)".